# Neobuthus factorio
Espèce
Neobuthus factorio est une espèce de scorpions de la famille des Buthidae.

## Distribution
Cette espèce est endémique du Somaliland en Somalie. Elle se rencontre vers Hargeisa et Sheikh.

## Description
Le mâle holotype mesure 18,64 mm et la femelle paratype 26,79 mm.

## Étymologie
Son nom d'espèce lui a été donné en référence au jeu Factorio, à la création duquel a participé le fils d'un des chercheurs ayant décrit l'espèce.  

## Publication originale
- Kovařík, Lowe, Awale, Elmi & Hurre, 2018 : « Scorpions of the Horn of Africa (Arachnida, Scorpiones). Part XVII.Revision of Neobuthus, with description of seven new species from Ethiopia, Kenya and Somaliland (Buthidae). » Euscorpius, no 271, p. 1-72 (texte intégral).